# Нечволодовка
Нечволодовка (укр. Нечволодівка), село,
Нечволодовский сельский совет,
Купянский район,
Харьковская область.
Код КОАТУУ — 6323784001. Население по переписи 2001 года составляет 480 (213/267 м/ж) человек.
Является административным центром Нечволодовского сельского совета, в который не входят другие населённые пункты.

## Географическое положение
Село Нечволодовка находится в 12 км от Купянска и в 5 км от ж.д. станции Староверовка линии Чугуев — Купянск-Узловой у истоков реки Сенек, на реке много небольших запруд.
К селу примыкает ликвидированное село Маховка.
Рядом проходит автомобильная дорога Р-07.

## История
- 1715 — дата основания.
- В годы войны 132 жителя села воевали на фронтах в рядах Советской армии; из них погибли 70 воинов; 47 были награждены боевыми орденами и медалями СССР.[1]
- В 1976 году в селе было 167 дворов, население составляло 493 человека.[1]

## Экономика
- Птице-товарная ферма.
- «Виктория Плюс», сельскохозяйственное ЧП.
- «Колос 5», коллективное фермерское хозяйство.

## Объекты социальной сферы
- Школа.
- Дом культуры.
- Нечволодовская амбулатория семейной медицины.

## Достопримечательности
- Братская могила советских воинов. Похоронено 20 воинов.